# Redmond (Oregon)
Redmond ist eine Stadt im Deschutes County, Oregon, USA, die am 6. Juli 1910 gegründet wurde. Sie liegt östlich der Cascade Range, in der High Desert, inmitten von Central Oregon, bestehend aus Deschutes, Jefferson und Crook County. Ausgehend von Redmond gibt es eine Vielzahl von Möglichkeiten zur aktiven Freizeitgestaltung, wie zum Beispiel Angeln, Wandern, Camping, Klettern, Rafting, Skifahren und Golf. Die Einwohnerzahl lag zum US-Zensus 2020 bei 33.274.
Das Stadtgebiet umfasst 43,49 km² und liegt auf einem Plateau auf einer Höhe von 938 m. Redmond liegt 24 km nördlich von Bend – dem County Seat des Deschutes County – 232 km südöstlich von Portland und 208 km östlich von Salem – der Hauptstadt von Oregon.

## Geschichte
Oregon war bereits 45 Jahre lang ein Bundesstaat der Vereinigten Staaten, bevor Redmond 1910 als Stadt mit weniger als 300 Einwohnern gegründet wurde. Benannt wurde es nach Frank T. Redmond, der in der Gegend seit 1905 mit seiner Frau Josephine siedelte. Bereits 1911, nur ein Jahr nach der Gründung, wurde Redmond elektrifiziert und an die Eisenbahn angeschlossen. Letzteres führte dazu, dass sich Farmer und Händler in der Gegend ansiedelten. 1930 hatte Redmond bereits um die 1000 Einwohner, wobei sich die Bevölkerung bis 1940 beinahe verdoppelte. In den 1940er Jahren diente Redmond, bedingt durch den Zweiten Weltkrieg, als Basis für die U.S. Army Air Forces und es wurde mit Roberts Field der Grundstein für den kommerziellen Luftverkehr in der Gegend gelegt. Nach dem Zweiten Weltkrieg wuchs die Bevölkerung nur recht langsam, was sich erst in den 1980er Jahren zu ändern begann. In den 1990er Jahren begann die Bevölkerung jedoch, gemeinsam mit dem Rest des Deschutes County, rasch zu wachsen. Zwischen 2000 und 2006, als sie 23.500 erreichte, legte sie sogar um 74,3 % zu, was Redmond zu einer der am schnellsten wachsenden Städte Oregons machte. Das Wachstum wurde vor allem durch die zur Verfügung stehenden Arbeitsplätze sowie die vergleichsweise geringen Lebenserhaltungskosten begründet.
Der National Park Service führte für Redmond im Jahr 2019 vier Bauwerke und Stätten im National Register of Historic Places, darunter das Milton Odem House.

## Geographie
Redmond liegt auf einer Höhe von 938 m.
Redmond liegt 24 km nördlich von Bend am U.S. Highway 97 und 3 km südlich des Smith Rock State Park. Basierend auf Daten des United States Census Bureau umfasst das Stadtgebiet eine Fläche von 43,49 km². Das Klima in Redmond ist typisch für die High Desert und ist sowohl durch die Lage östlich der Kaskadenkette als auch die Seehöhe sowie dem Breitengrad (der in etwa dem von Genua entspricht) zurückzuführen.
Das Horse Lava Tube System führt von den Redmond Caves, wo es das Stadtgebiet erreicht, bis zum Redmond Canyon und darüber hinaus.

## Verkehr

### Luft
In Redmond befindet sich mit Roberts Field der Flugplatz, der Central Oregon mit einer Anbindung an den kommerziellen Flugverkehr versorgt. Er wird von Alaska Airlines, American Airlines, Delta Air Lines und United Airlines angeflogen und bietet Direktflüge nach Portland, Seattle, Denver, Salt Lake City, Los Angeles und San Francisco. Außerdem benutzt der U.S. Forest Service den Flugplatz als Basis und Trainingseinrichtung zur Waldbrandbekämpfung. Auch das lokale Unternehmen Butler Aircraft führt von Roberts Field aus Waldbrandbekämpfungsflüge durch.

### Straßen
Redmond befindet sich an der Kreuzung von U.S. Highway 97 und der Oregon Route 126 und bietet damit neben einer Nord-Süd-Verbindung auch eine Ost-West-Route, die von der Küste in die Mitte Oregons führt.

### Bahn
Über eine BNSF Line, die entlang der Nord-Süd-Achse durch Redmond läuft, ist die Stadt zwar an das Bahnnetz angeschlossen und verfügt auch über Abzweigungen von der Strecke für diverse Frachtkunden. Der nächste Personenverkehrsbahnhof, der von Amtrak angefahren wird, befindet sich allerdings in Chemult, Oregon, einem Ort mit ca. 300 Einwohnern, ungefähr 120 km südlich.